# Ernst Hany
Ernst Hany (* 1958 in Pfarrkirchen) ist ein deutscher Psychologe.

## Leben
Er erwarb 1984 das Diplom in Psychologie an der LMU München. Nach der Promotion 1987 zum Dr. phil. bei Kurt A. Heller (LMU München) und der Habilitation 1998 an der LMU München (Lehrbefähigung für Psychologie) folgte er 1998 dem Ruf auf die C3-Professur für Pädagogisch-Psychologische Diagnostik und Differentielle Psychologie an der Pädagogischen Hochschule Erfurt.

## Schriften (Auswahl)
- Modelle und Strategien zur Identifikation hochbegabter Schüler. München 1987, OCLC 912004368.
- als Herausgeber: Begabungsdiagnostik in der Schul- und Erziehungsberatung. Bern 1991, ISBN 3-456-81964-1.
- als Herausgeber: Hochbegabung im Kindes- und Jugendalter. Göttingen 1992, ISBN 3-8017-0640-0.
- als Herausgeber mit Horst Nickel: Begabung und Hochbegabung. Theoretische Konzepte – empirische Befunde – praktische Konsequenzen. Göttingen 1992, ISBN 3-456-82307-X.